# Georg Andersen (Leichtathlet)

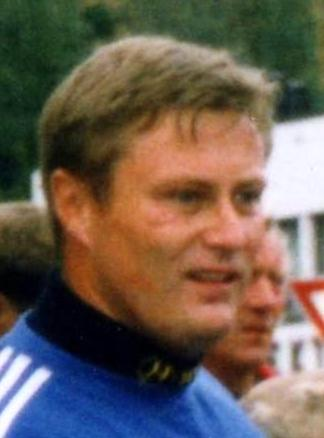
Georg Andersen, 1995

Georg Arnfinn Andersen (* 7. Januar 1963 in Arendal) ist ein ehemaliger norwegischer Kugelstoßer.
1988 wurde er Sechster bei den Halleneuropameisterschaften in Budapest und Zehnter bei den Olympischen Spielen in Seoul.
Jeweils Bronze gewann er 1989 bei den Halleneuropameisterschaften in Den Haag und den Hallenweltmeisterschaften in Budapest und 1990 bei den Europameisterschaften in Split.
1991 belegte er bei den Weltmeisterschaften in Tokio ursprünglich den zweiten Platz, wurde aber disqualifiziert, weil er bei einer kurz zuvor durchgeführten Dopingkontrolle positiv auf anabole Steroide getestet worden war, und wegen dieses Verstoßes gegen die Dopingbestimmungen für vier Jahre gesperrt.
Bei den Weltmeisterschaften 1995 in Göteborg schied er in der Qualifikation aus.
Viermal wurde er nationaler Meister im Freien (1987, 1988, 1990, 1995) und dreimal in der Halle (1985, 1989, 1996).

## Persönliche Bestleistungen
- Kugelstoßen: 20,86 m, 7. August 1990, Malmö
  - Halle: 20,98 m, 4. März 1989, Budapest (norwegischer Rekord)
- Diskuswurf: 62,10 m, 4. Juni 1986, Bodø